# Vigilancia posterior a la comercialización
Vigilancia posterior a la comercialización es la práctica de controlar la seguridad de un medicamento o producto sanitario después de haber sido lanzado al mercado y es una parte importante de la ciencia de farmacovigilancia. Debido a que los medicamentos y los productos sanitarios son aprobados con base en ensayos clínicos, que implican un número relativamente pequeño de personas que han sido seleccionados para este propósito (personas que normalmente tienen una condición médica que puede no existir en la población general); la supervisión pos marketing puede perfeccionar, o confirmar o rechazar, la seguridad de un medicamento o producto sanitario después de que este haya sido utilizado en la población general por un gran número de personas que tienen una amplia variedad de condiciones médicas.
La supervisión pos marketing utiliza un número de enfoques para controlar la seguridad de los medicamentos y los productos sanitarios, incluyendo reportes espontáneos de base de datos, controles de acontecimientos de la prescripción, historias clínicas electrónicas, registros de pacientes, y vinculación de registros entre bases de datos de salud. Estos datos son revisados para resaltar las potenciales preocupaciones de seguridad en un proceso conocido como los minería de datos.[cita requerida]

## Implementación nacional

### Canadá
Health Canada (Salud Canadá) es el cuerpo regulador qué aprueba fármacos, y tiene una división llamada "Marketed Health Products Directorate" (MHPD) (Dirección de Productos Sanitarios Comercializados) que coordina la vigilancia pos marketing canadiense.[cita requerida]

### Unión Europea
El documento de orientación "MEDDEV 2.12-1 rev 8" ofrece una orientación comprensible sobre la mejor práctica de vigilancia pos marketing de productos sanitarios (materiovigilancia). Se requiere un fabricante de productos sanitarios para reportar incidentes (acontecimientos adversos serios) a la autoridad nacional competente del estado en el que la compañía reside.[cita requerida]

### Reino Unido
Las Agencia Reguladora de Medicamentos y Productos Sanitarios (MHRA) y la Comité en Medicinas Humanas (CHM) operan conjuntamente en el Yellow Card Scheme (Esquema de Tarjeta Amarilla), uno de los primeros ejemplos de un esquema de farmacovigilancia, que apuntaba a mitigar las reacciones adversas de medicamentos (RAM).[cita requerida]

### Estados Unidos
La vigilancia posmarketing es controlada por la Administración de Alimentos y Medicamentos (FDA), el cual opera un sistema de vigilancia pasiva llamada MedWatch, en el que doctores o público general pueden reportar voluntariamente las reacciones adversas a fármacos y productos sanitarios. El FDA también lleva a cabo una vigilancia activa de ciertos productos regulados. Por ejemplo, el FDA puede controlar la seguridad y efectividad de los productos sanitarios a través de un estudio pos aprobación. O a través de un estudio de pos vigilancia 552.